# Nanjing
För andra betydelser, se Nanjing (olika betydelser).
Nanjing, enligt äldre romanisering Nanking,  är en subprovinsiell stad i östra Kina belägen vid floden Yangtze, cirka 240 kilometer väster om Shanghai.
Staden är provinshuvudstad i Jiangsu. De centrala stadsdistrikten har 4,4 miljoner invånare (2010) på en yta av cirka  741 kvadratkilometer. Hela det förvaltade området är på 6 596 kvadratkilometer och har sammanlagt 8 000 680 invånare.
Stadens namn betyder "Södra huvudstaden", vilket beror på att den var Kinas huvudstad åren 1368–1421 samt 1928–1949. Republiken Kina på Taiwan anser att Nanjing fortfarande är Kinas huvudstad, även om Taipei i praktiken varit huvudstad för det av Republiken Kina behärskade området sedan det kinesiska inbördeskrigets slut 1949. I Kinas tidiga historia hette staden även Jianye.

## Historia

### Tidig historia
De första beläggen för Nanjings tidiga historia är från 472 f.v.t., under de stridande staternas period (475-221 f.v.t.), då ett slott byggdes i närheten av Yuhuatai av staten Yue.
De första beläggen för Nanjings tidiga historia är från 472 f.v.t., under de stridande staternas period (475-221 f.v.t.), då staten Yue lät bygga ett slott i närheten av Yuhuatai av .
Staden är över 2 000 år gammal och har haft flera namn, bland dem Jinling, Danyang, Jiangnan, och sedan 1368 Nanjing. Nanjing betyder ’södra huvudstaden’ och heter så då staden tre gånger varit hela Kinas huvudstad: 317–582, 1368–1421 och 1928–1949.
Under perioden 317-589 e.v.t. när staden var huvudstad, infann sig en storhetstid för Nanjing och troligen steg befolkningen över en miljon under perioden.

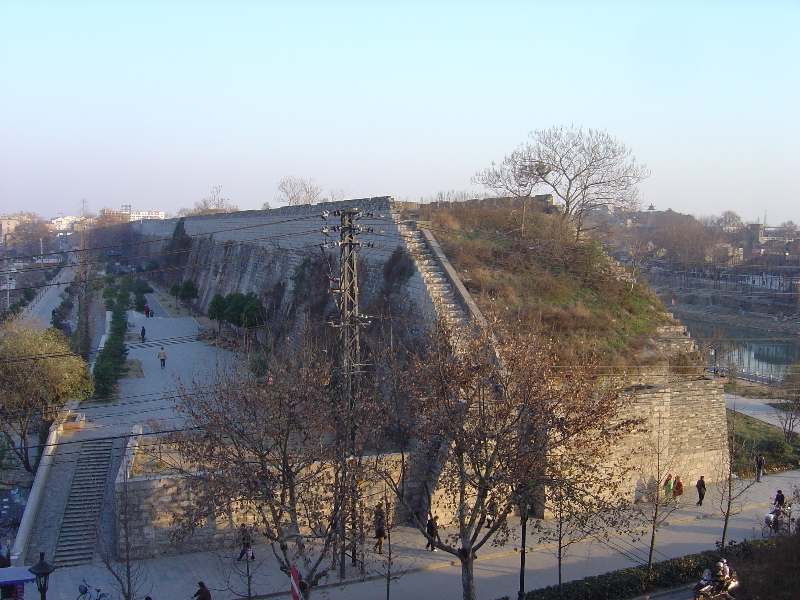
Rester av Nanjings stadsmur

Sedan Qingdynastin kommit på tronen, hette staden officiellt Jiangning, även om namnet Nanjing användes i dagligt tal. Under Qing var Nanjing huvudstad i vicekungadömet Liangjiang, som omfattade provinserna Jiangsu, Anhui och Jiangxi. Under sin glanstid var Nanjing en av världens mest folkrika städer och hade före 1853 ännu  800 000 invånare. Nanjings befästningar utgjordes dels av den gamla stadsmuren, inom vilken finnas några numera betydelselösa försvarsverk, dels av två yttre befästningslinjer, av vilka den längst framskjutna, Yanziji-batterierna, ligger på flodens båda stränder strax öster om Tsauhia-ön.
Nanjings storhet drabbades hårt under Taipingupproret. I februari 1853 erövrades Nanjing av rebellerna, som dödade många av stadens invånare, i synnerhet manchuer. Nanjing blev nu den ”himmelske kungen” Hong Xiuquans residens, men återtogs av Zeng Guofans trupper efter två års belägring 19 juli 1864. Därvid förstördes staden i grunden och stora delar av befolkningen dödades. Många av Nanjings gamla praktbyggnader förstördes, bland annat det kejserliga palatset med det ryktbara porslinstornet. Detta, som byggdes 1411–1430, var en oktogonal, 67,5 meter hög pagod, uppförd i nio våningar av tegel och utvändigt beklädd med fint porslin i skiftande färger, bland vilka den gröna var förhärskande. Från de olika takens utsprång av grönglaserat porslin nedhängde hundratals klockor och lampor.
Staden återuppbyggdes efter återerövringen, men i mycket förminskad skala. Inom den 30 eller 35 kilometer långa ringmuren låg länge, mellan bebyggda delar, vidsträckta åkerfält och jaktmarker.
Vid sekelskiftet bestod Nanjing fortfarande av en kinesisk och en tatarisk stadsdel och hade åtskillig industri, såsom tillverkning av bläck, papper, artificiella blommor, siden- och bomullstyger med mera. Nanjing var även ett av den kinesiska lärdomens centra, och ända till 12 000 studenter kom årligen dit för att avlägga examina. Stora bibliotek och tryckerier har uppförts. Nanjing hade också en stor muslimsk minoritet som vid förra sekelskiftet uppgick till omkring 50 000 av stadens invånare.
Orten öppnades som fördragshamn för utrikeshandel 1899 enligt ett fördrag med Storbritannien.

### Nanjing under 1900-talet

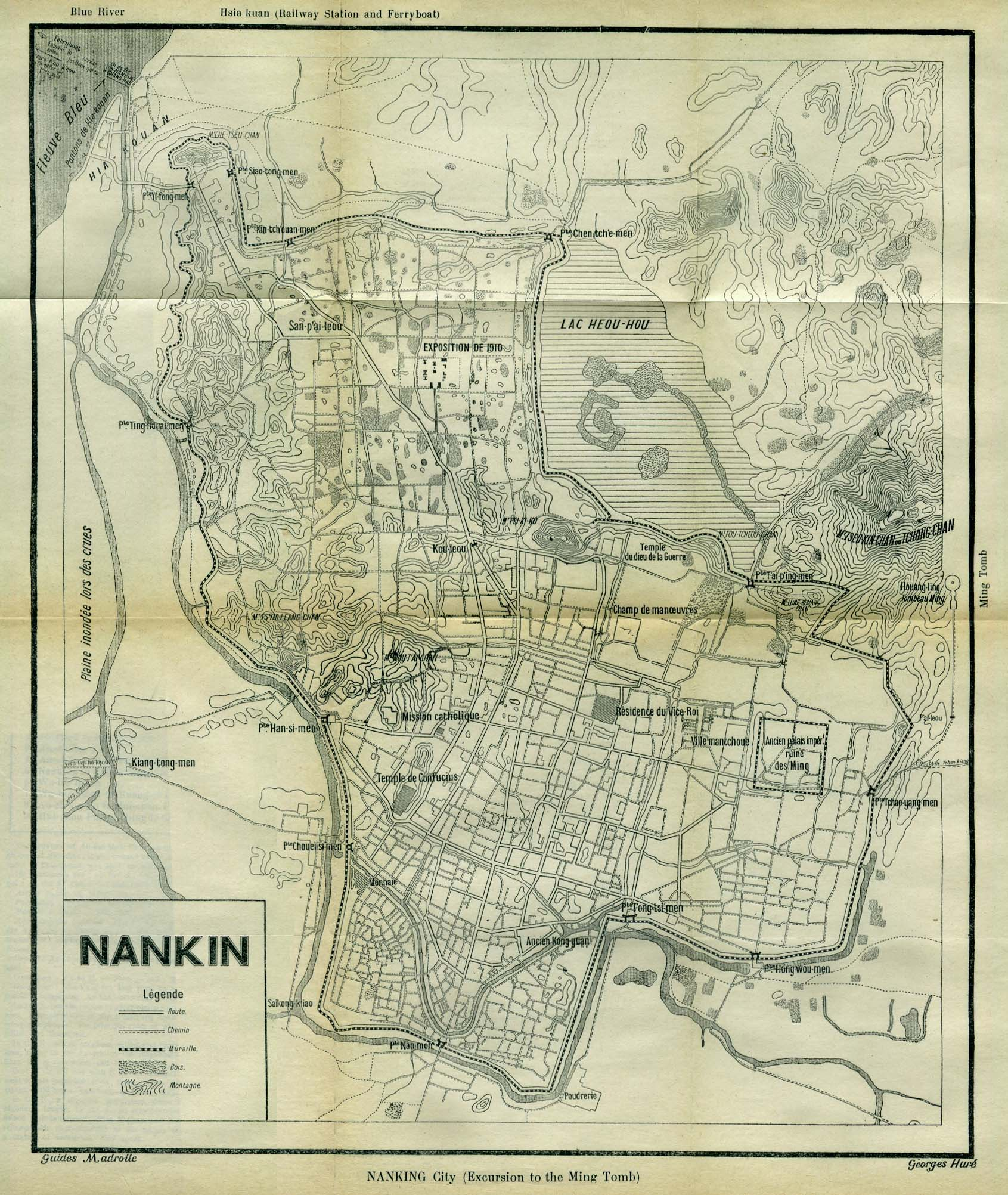
Fransk karta över Nanjing 1912

Efter Xinhairevolutionen, som störtade Qing-dynastin 1911, var Nanjing en kort tid Kinas huvudstad under Sun Yat-sens interimsregering. I samband med Yuan Shikais tillträde som Kinas förste president blev dock Peking åter landets huvudstad 1912. 1926 inledde Guomindangs ledare Chiang Kai-shek det nordliga fälttåget för att ena Kina och hans trupper intog Nanjing den 24 mars 1927, då utländsk egendom plundrades och många utlänningar attackerades. Flera beväpnade skärmytslingar mellan Chiangs trupper och utländska trupper inträffade också. Händelserna blev känd som "Nanjing-incidenten". Incidenten löstes på diplomatisk väg, och sedan Chiang Kai-sheks trupper erövrat Peking 1928 erkändes Nanjing internationellt som Republiken Kinas huvudstad. Under den nya nationalistiska regeringen inleddes en rad byggnadsprojekt och ett praktfullt mausoleum byggdes åt republikens framlidne ledare Sun Yat-sen

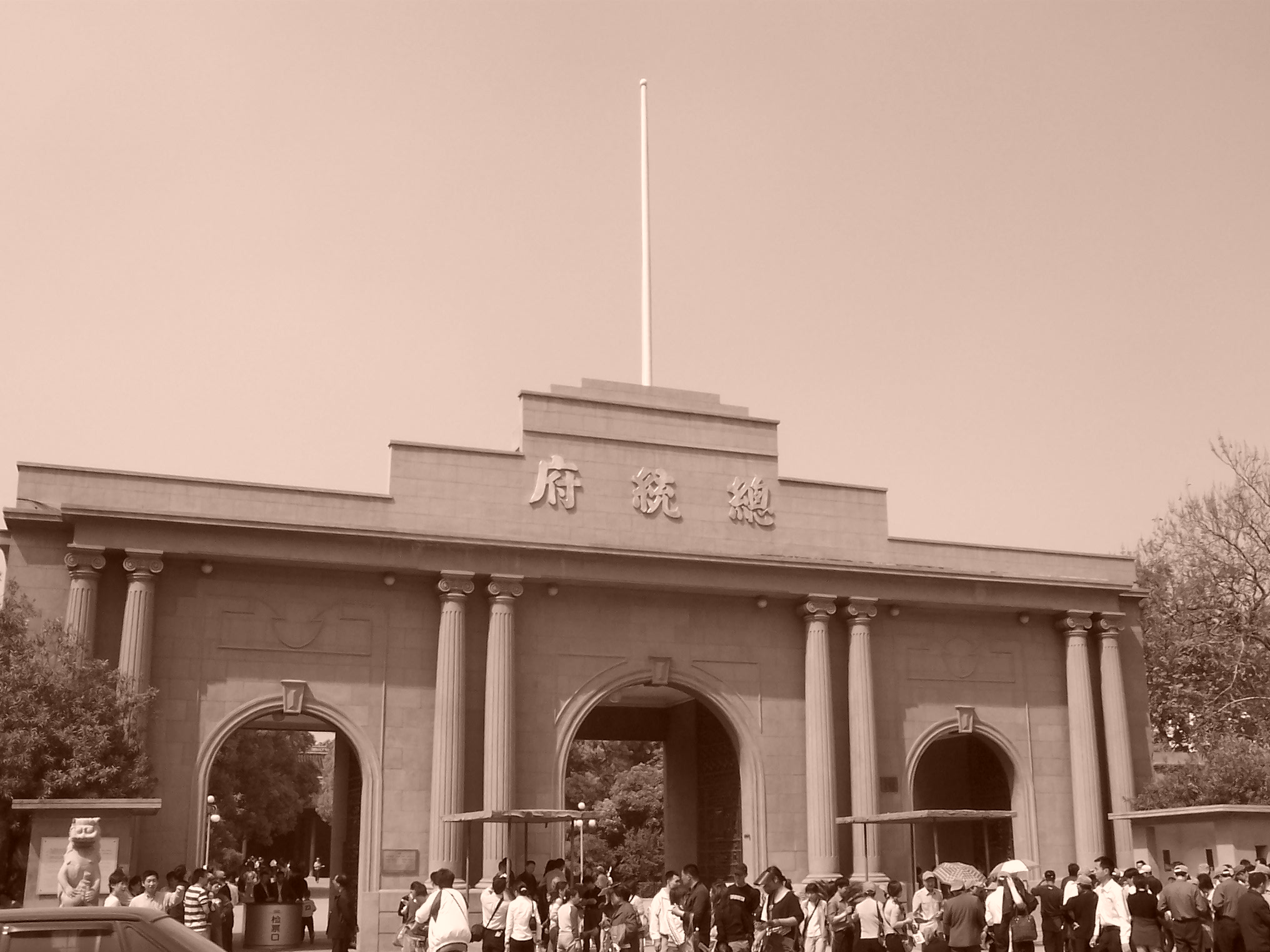
Det gamla presidentpalatset i Nanjing

Nanjing drabbades hårt av det Andra sino-japanska kriget och när staden föll i december 1937 anställde de japanska trupperna en massaker där flera hundratusen av stadens befolkning dödades. Chiang Kai-sheks regim flydde västerut och etablerade Chongqing som Republiken Kinas tillfälliga huvudstad under kriget. År 1940 upprättade Wang Jingwei en japanskvänlig samarbetsregim i Nanjing.
Efter Japans nederlag i andra världskriget återupprättades Nanjing som Kina huvudstad och i juni 1946 fördes resultatlösa förhandlingar mellan nationalisterna och kommunisterna, som senare samma år började utkämpa ett inbördeskrig om makten över Kina. Den 23 april 1949 intog Folkets befrielsearmé Nanjing, och efter det att Folkrepubliken Kina grundats i oktober samma år flydde Chiang Kai-sheks regering till Taiwan (ö). Republiken Kina på Taiwan betraktar fortfarande Nanjing som Kinas officiella huvudstad.

## Klimat
Uppmätta normala temperaturer och -nederbörd i Nanjing:
|                                            | Jan  | Feb | Mar  | Apr  | Maj  | Jun  | Jul  | Aug  | Sep  | Okt  | Nov  | Dec |
| ------------------------------------------ | ---- | --- | ---- | ---- | ---- | ---- | ---- | ---- | ---- | ---- | ---- | --- |
| Normaldygnets maximitemperaturs medelvärde | 7,2  | 9,5 | 14,2 | 20,7 | 26,2 | 29,1 | 32,2 | 31,7 | 27,7 | 22,5 | 16,2 | 9,9 |
| Normaldygnets minimitemperaturs medelvärde | −0,7 | 1,4 | 5,3  | 11,0 | 16,5 | 21,0 | 24,9 | 24,4 | 19,9 | 13,6 | 6,8  | 1,1 |
|                                            |      |     |      |      |      |      |      |      |      |      |      |     |
| Nederbörd                                  | 45   | 53  | 80   | 80   | 90   | 166  | 214  | 144  | 73   | 60   | 56   | 30  |

| Diagram | temperaturer i °C • månadsnederbörd i mm | temperaturer i °C • månadsnederbörd i mm | temperaturer i °C • månadsnederbörd i mm | temperaturer i °C • månadsnederbörd i mm | temperaturer i °C • månadsnederbörd i mm | temperaturer i °C • månadsnederbörd i mm | temperaturer i °C • månadsnederbörd i mm | temperaturer i °C • månadsnederbörd i mm | temperaturer i °C • månadsnederbörd i mm | temperaturer i °C • månadsnederbörd i mm | temperaturer i °C • månadsnederbörd i mm | temperaturer i °C • månadsnederbörd i mm |
|         | 45 7 -1                                  | 53 10 1                                  | 80 14 5                                  | 80 21 11                                 | 90 26 17                                 | 166 29 21                                | 214 32 25                                | 144 32 24                                | 73 28 20                                 | 60 23 14                                 | 56 16 7                                  | 30 10 1                                  |

## Administrativ indelning
Nanjing delas in i sex innerstadsdistrikt, tre förortsdistrikt och två landsbygdsdistrikt som genomflyts av Yangtzefloden. De tidigare distrikten Baixia och Xiaguan har numera avskaffats.
| Karta                   | Indelning          | Pinyin    | Kinesiska | Befolkning 2010 | Yta (km2) |
| 1 2 3 4 5 6 7 8 9 10 11 |                    |           |           |                 |           |
| ----------------------- | ------------------ | --------- | --------- | --------------- | --------- |
| 1 2 3 4 5 6 7 8 9 10 11 | Innerstadsdistrikt |           |           |                 |           |
| 1 2 3 4 5 6 7 8 9 10 11 | 1                  | Xuanwu    | 玄武区    | 651 957         | 80,97     |
| 1 2 3 4 5 6 7 8 9 10 11 | 2                  | Qinhuai   | 秦淮区    | 1 007 922       | 50,36     |
| 1 2 3 4 5 6 7 8 9 10 11 | 3                  | Jianye    | 建邺区    | 426 999         | 82,00     |
| 1 2 3 4 5 6 7 8 9 10 11 | 4                  | Gulou     | 鼓楼区    | 1 271 191       | 57,62     |
| 1 2 3 4 5 6 7 8 9 10 11 | 5                  | Yuhuatai  | 雨花台区  | 391 285         | 131,90    |
| 1 2 3 4 5 6 7 8 9 10 11 | 6                  | Qixia     | 栖霞区    | 644 503         | 340,00    |
| 1 2 3 4 5 6 7 8 9 10 11 | Förortsdistrikt    |           |           |                 |           |
| 1 2 3 4 5 6 7 8 9 10 11 | 7                  | Jiangning | 江宁区    | 1 145 628       | 1 573,00  |
| 1 2 3 4 5 6 7 8 9 10 11 | 8                  | Pukou     | 浦口区    | 710 298         | 913,00    |
| 1 2 3 4 5 6 7 8 9 10 11 | 9                  | Luhe      | 六合区    | 915 845         | 1 485,50  |
| 1 2 3 4 5 6 7 8 9 10 11 | Landsbygdsdistrikt |           |           |                 |           |
| 1 2 3 4 5 6 7 8 9 10 11 | 10                 | Lishui    | 溧水区    | 421 323         | 983,00    |
| 1 2 3 4 5 6 7 8 9 10 11 | 11                 | Gaochun   | 高淳区    | 417 729         | 801,00    |

## Politik
Partisekreterare för Nanjing är sedan 2015 Huang Lixin. Sedan 2015 är Miao Ruilin Nanjings borgmästare.